# Vudlik – A film
A Vudlik – A film (eredeti cím: Woodlies – The Movie) 2012-ben bemutatott egész estés ausztrál–ír 2D-s számítógépes animációs film, amelyet Alexs Stadermann rendezett. A forgatókönyvet David Evans írta, a producere Barbara Stephen volt. 
Ausztráliában 2012-ben mutatták be a mozikban, Magyarországon 2013. szeptember 21-én a Minimax-on vetítették le.

## Rövid tartalom
A Vudlik című televíziós sorozat hősei itt egy egész estés moziváltozatban térnek vissza. A Vudliknak még mindig megvannak, a saját szabályaik. 1. szabály: Sose engedd, hogy az emberek meglássanak. 2. szabály: Sose engedd, hogy az emberek meglássanak, mikor ellopod az ételüket, vagy amikor meghiúsítod fura terveiket. A Vudlik éppen az általuk rusnyáknak nevezett emberek házában kutatnak élelem után. Miután Mia és apja elmennek a városba, behatolnak a házukba. A házban egy kutyára is lelnek, akire rájönnek, hogy csak egy robot. A terveiket Ördögszem a macska és egy patkány akadályozza. Sok veszélyes helyzetbe kerülnek, de egymás segítésével kikószálnak a bajokból. A sárgyúrók el akarják lopni az élelmüket és Hétpettyet is elrabolják. Tűzhaj és Szépszem sárgyúróknak álcázzák maguk, és betolakodnak a sárgyúrók közé, hogy megmentsék Hétpettyet, valamint visszaszerezzék az ennivalóikat. Nagy nehezen leküzdenek minden akadályt. Meglátható a történetből, hogy sikerül nekik.

## Szereplők
- Szépszem – Az egyetlen lány vudli, aki kedves és csinos valamint szép a szeme. (Magyar hangja: Németh Kriszta)
- Tűzhaj – A lángoló vörös hajú vudli, aki jellemében nagyra törő. (Magyar hangja: Moser Károly)
- Hétpetty – A hét pettyes vudli, aki imád sütit zabálni. (Magyar hangja: Joó Gábor)
- Behemót – Hófarok szolgája, akinek kicsit bolondos a jelleme és szeret sütit enni. (Magyar hangja: Gubányi György István)
- Hófarok – A sárgyúró vezér, aki a legfőbb gonosz ellensége a vudliknak, a földön minden süteményt meg akar szerezni. (Magyar hangja: Kassai Károly)
- Büdösláb – Egy sárgyúró, aki sose mos lábat és Hófarok úgy kezeli mint egy eszközt. (Magyar hangja: Stern Dániel)
- Ördögszem – Mia macskája, aki a vudlikat kergeti.
- Mia apja – Mia, apukája, aki lányát hazakíséri a városba, amíg a vudlik figyelik a házát. (Magyar hangja: Seder Gábor)
- Mia – Egy fekete hajú kislány, aki éppen a városba hazatart apjával. (Magyar hangja: Kántor Kitty)

További magyar hangok: Csuha Lajos, Borbély Sándor, Fehér Péter, Potocsny Andor